# Henning Helbrandt
Henning Helbrandt (Copenaghen, 30 maggio 1935 – 18 settembre 2010) è stato un calciatore danese, di ruolo difensore.

## Carriera
A livello di club, vestì per tutta la carriera la maglia del Kjøbenhavns Boldklub, per 17 stagioni. Nel 1958 fu finalista in Coppa di Danimarca, nel 1968 vinse il campionato. Nel 1969 vinse la Coppa di Danimarca.
Collezionò 3 presenze in Coppa dei Campioni.
Nel 1960, partecipò ai Giochi della XVII Olimpiade di Roma con la Nazionale olimpica della Danimarca. Vinse la medaglia d'argento, tuttavia non scese mai in campo.
Nel 1961, collezionò 3 presenze con la nazionale maggiore.

## Palmarès

### Club
- Campionato danese: 1

Kjøbenhavns Boldklub:  1968
- Coppa di Danimarca: 1

Kjøbenhavns Boldklub:  1969

### Nazionale
- Argento olimpico: 1

Roma 1960